# Canale Oder-Sprea

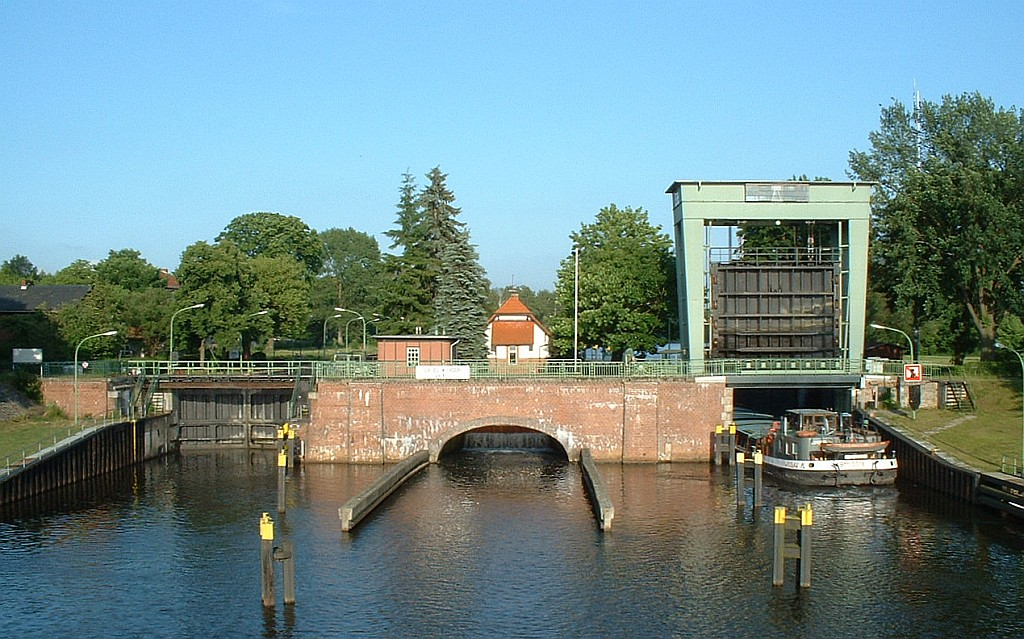
Una chiusa sul canale Oder-Sprea presso Wernsdorf.

Il canale Oder-Sprea (in tedesco Oder-Spree-Kanal), è un'opera idraulica aritificiale nella parte orientale della Germania. Esso collega il fiume Dahme, a Schmöckwitz nel sud-est della periferia di Berlino, con il fiume Oder, a Eisenhüttenstadt. Esso fornisce un importante collegamento navigabile commerciale tra Berlino e l'Oder, e quindi la Polonia.
Il canale ha più collegamenti al fiume Sprea. Per un tratto di circa 20 km vicino Fürstenwalde il canale utilizza il fiume come parte del suo percorso, e c'è un collegamento navigabile il fiume a monte di questa sezione, anche se questo è relativamente poco profondo viene generalmente utilizzato solo per il diporto. Tuttavia, il principale collegamento avviene tramite il fiume Dahme, che si unisce al fiume Sprea a Köpenick, a est del centro di Berlino.